# Mas de Falset
El Mas de Falset, de vegades anomenat, senzillament, Falset, és una masia del terme municipal de Castell de Mur. Pertany al poble del Meüll, de l'antic terme de Mur, al Pallars Jussà.
És a la part de més a ponent del terme municipal. Està situada a la partida dels Trossos de Falset, al nord-est del mas de Casa Colomina i de Castellnou de Montsec, des d'on arriba la pista rural que hi mena, al nord de la Casa del Coscó, al sud-oest del Mas de l'Hereu i del mateix poble del Meüll. És en el contrafort nord-occidental de la Serra del Coscó, més avall de la veïna Casa del Coscó. S'hi accedeix pel Camí del Mas de Falset, des del poble de Castellnou de Montsec.